# Joseph-Dominique d’Inguimbert
Joseph-Dominique d’Inguimbert, genannt Dom Malachie, (* 27. August 1683 in Carpentras; † 6. September 1757 ebenda) war Prälat und Bibliothekar, von 1735 bis 1757 Bischof der Diözese von Carpentras sowie im Jahr 1745 Rektor des Comtat Venaissin.

## Biografie

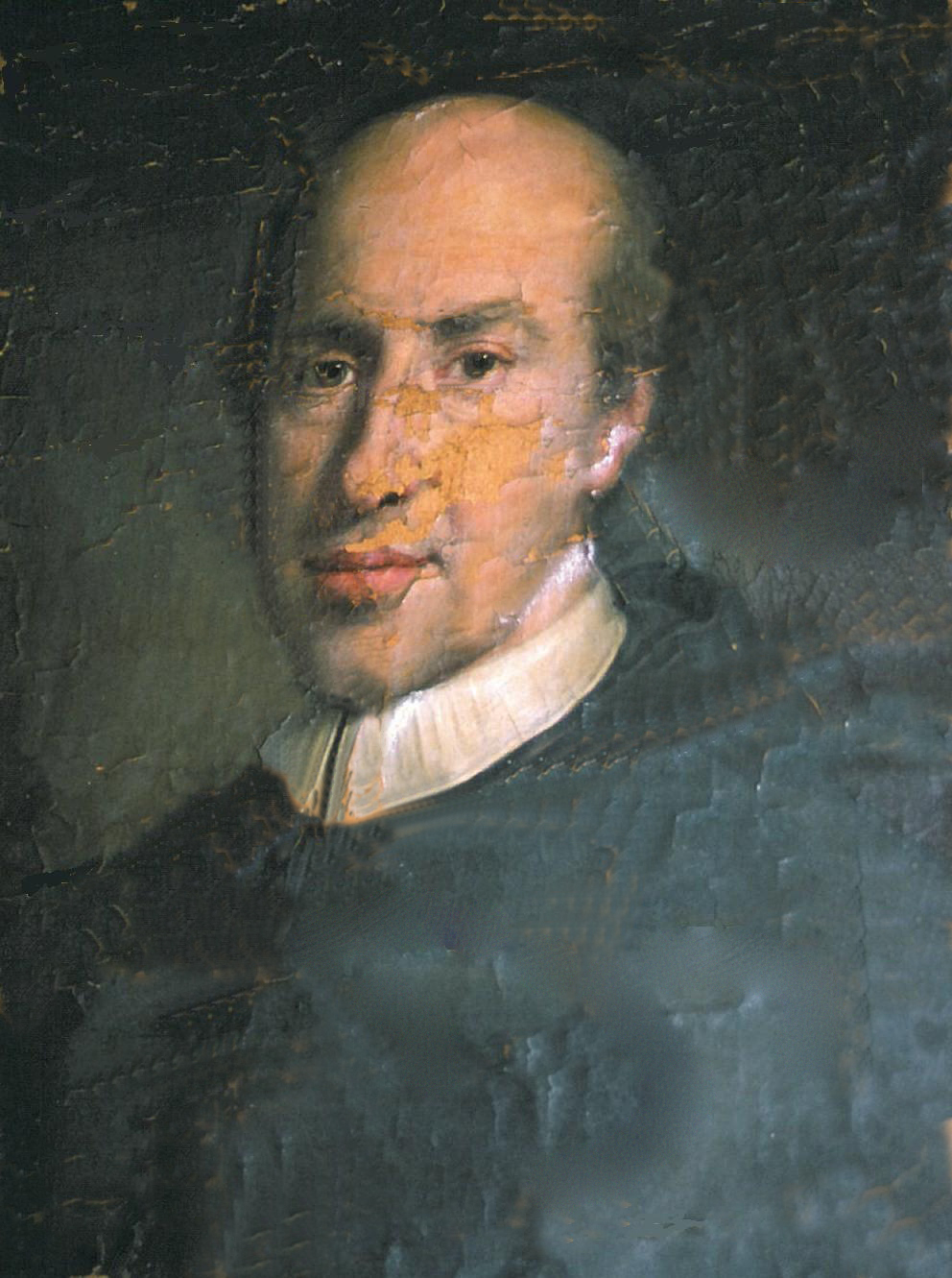
Dom Malachie d'Inguimbert

Seine Eltern waren Esprit-Joseph d'Inguimbert und Anne de la Plane. Er besuchte das von den Jesuiten geführte Collège de garçons und die Schule des Dominikanerklosters in Carpentras. 1698 absolvierte er theologische und philosophische Studien in Aix-en-Provence und mit der Unterstützung der Familie von Simiane ab 1702 in Paris, wo er 1707 die Priesterweihe empfing. 1709 weilte er in Rom, und von dort zog er sich im folgenden Jahr in das Trappisten-Kloster Buonsollazzo in der Toskana zurück.
1713 wurde Joseph-Dominique d'Inguimbert auf den Theologielehrstuhl der Universität von Pisa berufen, doch schon ein Jahr später kehrte er nach Buonsollazzo zurück, wo er 1715 seine Gelübde ablegte und den Ordensnamen Dom Malachie annahm. In den folgenden Jahren lebte er im Zisterzienserkloster Casamari im Latium. Dort war er vor allem als Verfasser theologischer Schriften tätig.
Im Auftrag von Angehörigen aus der Familie Albani verfasste er die Biographie von Papst Clemens XI. Kardinal Lorenzo Corsini machte ihn zu seinem Sekretär und Bibliothekar. 1730 wählten die Kardinäle Lorenzo Corsini zum Papst, der den Namen Clemens XII. annahm. Der Papst ernannte Joseph-Dominique d'Inguimbert 1735 zum Bischof von Carpentras. Als solcher führte er in seiner Diözese 80 Pastoralbesuche durch, und 1756 berief er eine Diözesansynode ein. Im Jahr 1745 amtete er auch als Rektor des päpstlichen Territoriums Comtat Venaissin bei Carpentras.
Der Bischof ließ in Carpentras ein großes neues Spitalgebäude errichten, das Hôtel-Dieu de Carpentras.
Mit seinem Testament vermachte Joseph-Dominique d'Inguimbert seine Bibliothek, seine Medaillensammlung sowie seine Antiquitäten- und Grafiksammlung der Stadt Carpentras, die damit zu einer reichen Kulturinstitution kam, deren Bestände bis heute in städtischem Besitz sind. Heute bilden sie die Bibliothèque Inguimbertine und den Grundstock des Musée Comtadin-Duplessis in Carpentras.
Im Hôtel-Dieu ist ein vom Bildhauer Étienne Dantoine geschaffenes Grabmonument für den Bischof aufgestellt.

## Werke
- Specimen catholici veritatis, cui athei, deisti, pseudo-politici, circa quamcumque sectam indifferentes, religionis contemtores, dubii fidei, & critices intemperantioris autores &c. velamina pritendere nituntur exhibitum a f. Malachia D'Inguimbert monacho ordinis cistercensis. Pistoia 1722.
- Relazione della vita e morte di F. Colombano, monaco professo della badia di Buonsollazzo. Roma 1724.
- Vita di D. Malachia di Garneyrin. Roma 1726.
- Vita di Mgr Don Bartolomeo de' Martiri, arcivescovo di Braga, dell' ordine de' Predicatori. Roma 1727.
- Dilucidazione di alcune difficoltà formate sopra la teologia del chiostro, cioè sopra il libro della santità, e delle obbligazioni della vita monastica. Opera composta, e pubblicata da un'abate dell'Ordine cistercense. Roma 1730.
- La Teologia del chiostro, overo la Santità e le obbligazioni della vita monastica, opera composta e pubblicata da un' abbate dell' ordine cisterciense. Roma 1731

## Bibliografie
- Maxime de Seguin de Pazzis: Eloge en forme de notice historique de Malachie d'Inguimbert. Carpentras 1804.
- Hyacinthe-Ignace-Joseph-Martin d'Olivier-Vitalis: Notice historique sur la vie de Malachie d'Inguimbert, évêque de Carpentras. Carpentras 1812.
- Joseph Dominique Fabre de Saint-Véran (u. a.): Mémoire historique sur la vie et les écrits de Dom M. d'Inguimbert, évêque de Carpentras, par l'abbé J. D. Fabre de Saint Véran, publié aujourd'hui pour la première fois par C. F. H. Barjavel, et à la fin avec de nombreuses notes de ce dernier, accompagnées de quelques autres de l'abbé de Saint-Véran et de Charles Cottier. Carpentras 1859.
- Abbé Ricard: Histoire de Monseigneur d'Inguimbert, évêque de Carpentras, suivie d'une notice sur ses ouvrages. Cavaillon 1867.
- Robert Caillet: Un prélat bibliophile et philanthrope. Monseigneur d'Inguimbert, évêque de Carpentras. Lyon 1952.

## Ausstellung
- Musée Comtadin: Monseigneur Malachie d'Inguimbert, archevêque, évêque de Carpentras. 1683-1757. Exposition du tricentenaire. 1683-1983 organisée par la Bibliothèque et les Musées de Carpentras, Musée Comtadin, Carpentras, du 23 juin au 30 septembre 1983.